# Kurt Zoege von Manteuffel

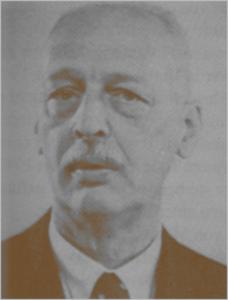
Kurt Zoege von Manteuffel

Kurt Nikolai Baron Zoege von Manteuffel (* 20. August 1881 in Reval, Estland; † 10. Januar 1941 in Konitz, Westpreußen) war ein deutscher Kunsthistoriker.

## Leben
Kurt Zoege von Manteuffel verbrachte seine Kindheit in Estland und besuchte dann Gymnasien in Kassel und Königsberg. Ab 1902 studierte er Kunstgeschichte in München, Berlin und Halle. 1909 wurde er in Halle mit einer Dissertation zu Antonio Pisanello promoviert. Anschließend war er 1909/10 Assistent am Städtischen Museum in Aachen. Von  1911 bis 1914 war er Redaktionsmitglied des Allgemeinen Lexikons der bildenden Künstler in Leipzig. 1914/15 war er stellvertretender Direktor des Kunsthistorischen Instituts in Florenz, von 1916 bis 1919 als Hilfsarbeiter am Kaiser-Friedrich-Museum und am Kupferstichkabinett der Berliner Museen tätig. 1919 wurde er Kustos am Kupferstichkabinett in Dresden, dessen Direktor er von 1924 bis zu seinem Tode war. Sein Sohn Claus (1926–2009) wurde ebenfalls Kunsthistoriker.
Seine Hauptforschungsgebiete war die niederländische Malerei und Graphik des Barocks sowie Zeichnung und Graphik des 19. Jahrhunderts. Seit 1910 arbeitete er an einer umfangreichen Monographie mit Œuvre-Katalog über Alfred Rethel, welche bei seinem Tode fast vollendet war.

## Veröffentlichungen (Auswahl)
- Die Gemälde und Zeichnungen des Antonio Pisano aus Verona. Halle a. S. 1909 (Digitalisat).
- Der deutsche Kupferstich von seinen Anfängen bis zum Ende des sechzehnten Jahrhunderts. H. Schmidt, München 1922 (Digitalisat).
- Adriaen Brouwer. Acht farbige Wiedergaben seiner Werke. E. A. Seemann, Leipzig.
- Pieter Bruegel: Landschaften. W. Klein, Berlin 1934.
- Niederländische Meister des 17. Jahrhunderts. Rubens, Rembrandt, Gerard Terborch und Jan Steen, die Künstlerfamilie van de Felde. Velhagen & Klasing, Bielefeld 1937.
- Alfred Rethels letzte Holzschnittzeichnung. In: Die graphischen Künste. NF 4, 1939, S. 34–40.